# 王子宜 (1922年)
王子宜（1922年4月—），四川阆中市凤明乡水灯村人。中国人民解放军将领。

## 生平
1934年5月参加中国工农红军。1936年加入共青团，1939年转入中国共产党。第一次国共内战时期，任红四方面军政治部政务科战士，红三十一军93师271团3营营部卫生员。参加了长征。抗日战争时期，任八路军129师386旅772团1营3连卫生员、772团政治处党支部书记，山西太岳纵队侦察队副政治指导员，纵队特务连副政治指导员、政治指导员。第二次国共内战期间，任4纵队训练大队中队长，4纵队教导团3大队队长，4兵团独立汽车营营长，参加上党战役、淮海战役等。
中华人民共和国成立后，任广西南宁汽车5团副团长、副政治委员、团长，西南军区后勤运输部器材处处长、汽车19团团长，成都军区后勤部运输部部长、后勤部副部长，四川省军区顾问。1955年被授予中校军衔，1956年晋升为上校军衔。1955年荣获三级八一勋章、三级独立自由勋章、三级解放勋章。1988年获二级红星功勋荣誉章。